# Reflections in a Golden Eye
Reflections in a Golden Eye (bra: O Pecado de Todos Nós; prt: Reflexos num Olho Dourado) é um filme de drama estadunidense lançado em 1967, dirigido por John Huston para a Warner Bros.-Seven Arts. O roteiro, de Gladys Hill e Chapman Mortimer, é baseado no romance homônimo de Carson McCullers e apresenta elementos de sexualidade reprimida, voyeurismo, homossexualidade  e assassinato. Apesar do diretor renomado e dos grandes astros internacionais Marlon Brando e Elizabeth Taylor interpretarem os protagonistas, o filme fracassou nas bilheterias.

## Elenco
- Marlon Brando...Major Weldon Penderton
- Elizabeth Taylor...Leonora Penderton
- Brian Keith...Tenente-coronel Morris Langdon
- Julie Harris - Alison Langdon
- Zorro David...Anacleto
- Robert Forster...Soldado L. G. Williams

## Sinopse
Antes do início da história é narrada a frase "There is a fort in the South where a few years ago a murder was committed" (em tradução livre: "Existe um forte no Sul onde há poucos anos um assassinato foi cometido"), repetida ao final.
Por volta de 1948, o Major do Exército norte-americano Weldon Penderton mora com sua caprichosa esposa Leonora num quartel militar no Sul dos Estados Unidos. Eles tem como vizinhos o Tenente-coronel Morris Langdon e a esposa depressiva dele, Alison. Langdon e Leonora mantém uma relação extra-conjugal e o Major Penderton é impotente e secretamente homossexual. Alison se mantém reclusa em seu quarto desde que ficara traumatizada pela perda de um filho, morto ao nascer. E recebe ajuda do criado filipino homossexual Anacleto, autor de um estranho desenho de um pavão com olhos dourados (aos quais o título original se refere). Quando Leonora resolve dar uma festa, o soldado Ellgee Williams que cuida dos estábulos do quartel, é chamado para limpar o terreno em torno da casa e podar algumas árvores. Após terminar o trabalho, o soldado avista pela janela da casa Leonora nua e fica obcecado por ela. Ele percebe que o casal dorme em aposentos separados então passa a invadir às noites o quarto de Leonora e a observa enquanto dorme, além de mexer nas roupas íntimas guardadas e nos perfumes dela. Alison o vê pela janela um dia ao amanhecer, abandonando a casa dos Penderton, e desconfia que seja Morris, o marido dela. Enquanto isso Penderton surpreende o soldado cavalgando nu na floresta e também fica obcecado por ele.

## Produção
O filme era para ser estrelado por Montgomery Clift mas ele morreu em 23 de julho de 1966, de ataque do coração, antes do início das filmagens. O papel foi dado para Brando, após a recusa de Richard Burton e Lee Marvin. Algumas das cenas foram realizadas em Nova Iorque e Long Island, onde Huston recebeu permissão para usar uma abandonada instalação do Exército. Muitas das cenas interiores e algumas das externas foram realizadas na Itália.
Originalmente foi distribuída uma versão em que as cenas tinham um colorido dourado saturado. Era uma referência ao desenho do criado filipino, que dizia que nos olhos de seu pássaro o mundo seria refletido. Essa versão não foi compreendida pelo público e outra, com o colorido natural, a substituiu.

## Recepção
A revista Variety classificou o filme de "melodrama pretensioso" mas elogiou o ator Keith pela performance de um (tradução livre) "hipócrita da classe média, racionalizado e insensível ". A revista Time descreveu o filme como uma "galeria de grotescos", estando desaparecida a poesia do romance. O crítico anotou: "Tudo que remanesce de prazeroso no filme é a extraordinária técnica fotográfica".

## Apocalypse Now
Fotografias de Marlon Brando como o Major Penderton seriam usadas mais tarde em Apocalypse Now, como se fossem do jovem coronel Walter E. Kurtz.